# 薛元颍
薛元颖，南北朝北齐官员，河东汾阴（今山西省运城市万荣县）人。
薛元颖是薛修義的从子，他的父亲薛光炽，担任东雍州刺史、太常卿。薛元颖清廉谨慎有信义，入仕开始担任永安王参军。在行秀容县事时，有清廉之名。多次转任，官至定州别驾，被推举因清正公平勤劳能干，担任渔阳郡太守。